# Odlum Brown Vanopen 2014
Die Odlum Brown Vanopen 2014 waren ein Tennisturnier der ATP Challenger Tour 2014 für Herren und ein Tennisturnier des ITF Women’s Circuit 2014 für Damen in Vancouver. Sie fanden zeitgleich vom 28. Juli bis 3. August 2014 statt.